# Srpska liga 1940-1941
Il Srpska liga u fudbalu 1940./41., in cirillico Српска лига у фудбалу 1940./41., (it. "Campionato serbo di calcio 1940-41") fu la quinta edizione del campionato calcistico dalla Serbia.
Questo campionato compare anche nell'elenco dei campionati di calcio non ufficiali della Serbia. Le prime 3 edizioni sono state disputate dal 1920 al 1922 ed erano organizzate dalla sottofederazione di Belgrado.
Il vincitore del torneo fu il BSK Belgrado, al suo quarto titolo di campione della Serbia.

## Contesto storico
Le squadre slovene si staccano dalla federcalcio croata e fondano la federcalcio slovena, perciò quest'anno ci sono tre gironi per la qualificazione al campionato nazionale: 4 squadre verranno dalla Serbia, 3 dalla Croazia ed una dalla Slovenia. Le 8 squadre qualificate disputeranno un torneo ad eliminazione diretta.
Il 6 aprile 1941 (lo stesso giorno dei due recuperi in programma in Serbia) le potenze dell'Asse cominciano l'Invasione della Jugoslavia ed il 17 i balcanici si arrendono. Il Regno di Jugoslavia viene smembrato fra i paesi vincitori (Germania, Italia, Ungheria e Bulgaria) e nasce anche lo Stato Indipendente di Croazia (comprendente Croazia e Bosnia).

La Serbia diviene uno Stato fantoccio della Germania nazista, affidato da Hitler al generale Milan Nedić

## Squadre partecipanti
| Squadra                | Sede     | Stagione 1939-40          | Stagione 1939-40                         |
| Squadra                | Sede     | Pos.                      | Divisione                                |
| ---------------------- | -------- | ------------------------- | ---------------------------------------- |
| BSK                    | Belgrado | 1º                        | Srpska liga                              |
| SK Jugoslavija Beograd | Belgrado | 2º                        | Srpska liga                              |
| SK Slavija             | Zagabria | 3º                        | Srpska liga                              |
| SK Vojvodina           | Novi Sad | 4º                        | Srpska liga                              |
| Gragjanski SK          | Skopje   | 5º                        | Srpska liga                              |
| SK Bata                | Borovo   | 6º                        | Srpska liga                              |
| SK Jedinstvo           | Belgrado | 7º                        | Srpska liga                              |
| ŽAK                    | Subotica | 8º                        | Srpska liga                              |
| BASK                   | Belgrado | 9º, vincitore ripescaggio | Srpska liga                              |
| SK Jugoslavija Jabuka  | Jabuka   | 1º                        | 1ª classe Petrovgrad, vincitore spareggi |

## Classifica
La Serbia doveva qualificare quattro squadre al campionato nazionale. Tre erano chiare, per conoscere la quarta (Jedinstvo o Bata Borovo) bisognava aspettare i risultati degli ultimi due recuperi (Jedinstvo-B.Borovo e BASK-Gragjanski) in programma il 6 aprile 1941 ma mai disputati.
|  | Pos. | Squadra            | Pt | G  | V  | N | P  | GF | GS | QR    |
|  | ---- | ------------------ | -- | -- | -- | - | -- | -- | -- | ----- |
|  | 1.   | BSK Belgrado       | 32 | 18 | 15 | 2 | 1  | 63 | 17 | 3,705 |
|  | 2.   | Jugoslavija        | 26 | 18 | 11 | 4 | 3  | 41 | 21 | 1,952 |
|  | 3.   | Vojvodina          | 19 | 18 | 7  | 5 | 8  | 36 | 28 | 1,285 |
|  | 4.   | Jedinstvo Belgrado | 18 | 17 | 8  | 2 | 7  | 20 | 21 | 0,952 |
|  | 5.   | ŽAK Subotica       | 18 | 18 | 7  | 4 | 7  | 32 | 42 | 0,761 |
|  | 6.   | Bata Borovo        | 17 | 17 | 8  | 1 | 8  | 38 | 32 | 1,187 |
|  | 7.   | Jugoslavija Jabuka | 16 | 18 | 7  | 2 | 9  | 27 | 41 | 0,658 |
|  | 8.   | Gragjanski Skopje  | 14 | 17 | 5  | 4 | 8  | 24 | 37 | 0,648 |
|  | 9.   | Slavija            | 10 | 18 | 2  | 6 | 10 | 34 | 41 | 0,829 |
|  | 10.  | BASK Belgrado      | 6  | 17 | 1  | 4 | 12 | 21 | 56 | 0,375 |

Legenda:
      Ammessa al Državno prvenstvo 1940-1941.
  Ammessa al ripescaggio.
      Retrocessa.
Note:
Due punti a vittoria, uno a pareggio, zero a sconfitta.

### Sviluppi successivi
In seguito alla spartizione della Jugoslavia fra le potenze vincitrici, le 10 squadre ebbero diversi destini per la stagione seguente:
| Squadra            | Destino nel 1941-42                                                          |
| ------------------ | ---------------------------------------------------------------------------- |
| BSK Belgrado       | Srpska liga 1941-1942                                                        |
| Jugoslavija        | Srpska liga 1941-1942                                                        |
| Vojvodina          | non attivo                                                                   |
| Jedinstvo Belgrado | Srpska liga 1941-1942                                                        |
| ŽAK Subotica       | confluisce nel campionato ungherese e cambia il nome in Szabadkai Vasutas AK |
| Bata Borovo        | confluisce nel campionato croato                                             |
| Jugoslavija Jabuka | non attivo                                                                   |
| Gragjanski Skopje  | confluisce nel campionato bulgaro e cambia il nome in Makedonija             |
| Slavija            | non attivo                                                                   |
| BASK Belgrado      | Srpska liga 1941-1942                                                        |

## Risultati
|                      | BSK  | J.B  | Voj  | Jed  | ŽAK  | Bat  | J.J  | Gra  | Sla  | BAS  |
| -------------------- | ---- | ---- | ---- | ---- | ---- | ---- | ---- | ---- | ---- | ---- |
| BSK                  | –––– | -    | 3-1  | -    | -    | -    | -    | -    | -    | --   |
| Jugoslavija Belgrado | -    | –––– | 6-3  | -    | -    | -    | -    | -    | -    | -    |
| Vojvodina            | 2-2  | 1-1  | –––– | 1-2  | 2-2  | 5-2  | 2-0  | 0-0  | 0-0  | 4-0  |
| Jedinstvo            | -    | -    | 1-0  | –––– | -    | -    | -    | -    | -    | -    |
| ŽAK                  | -    | -    | 0-3  | -    | –––– | -    | -    | -    | -    | -    |
| Bata                 | -    | -    | 1-0  | -    | -    | –––– | -    | -    | -    | -    |
| Jugoslavija Jabuka   | -    | -    | 2-0  | -    | -    | -    | –––– | -    | -    | -    |
| Gragjanski           | -    | -    | 1-4  | -    | -    | -    | -    | –––– | -    | -    |
| Slavija              | -    | -    | 2-3  | -    | -    | -    | -    | -    | –––– | -    |
| BASK                 | -    | -    | 3-5  | -    | -    | -    | -    | -    | -    | –––– |
| Fonte: FK Vojvodina  |      |      |      |      |      |      |      |      |      |      |